# Таджикский академический театр им. А. Лахути
Таджикский Академический театр имени Абулкасима Лахути (тадж. Театри Академи-драмавии ба номи Абулкосим Лохути) — национальный академический драматический театр в столице Таджикистана городе Душанбе, главная театральная сцена страны.
Носит имя таджикского советского поэта Абулькасима Лахути.
Расположен на центральном проспекте Душанбе в построенном в первые годы СССР здании с использованием национальных мотивов по адресу: пр. Рудаки, дом. 86, Душанбе-734001, Республика Таджикистан .
Художественный руководитель-главный режиссёр театра — Д. Убайдуллаев.

## История
Создан в 1929 году. Первый столичный профессиональный театр Таджикистана — Таджикский государственный театр Наркомпроса Таджикской ССР, был создан в Душанбе одновременно с Российским драматическим театром. Оба театра располагались в здании русского театра, который находился на главной улице города Сталинабад. Постановки проходили через день — раз на таджикском, на следующий день на русском языке.
Участие в его создании принимал Х. С. Махмудов, основоположник таджикского профессионального театра.
Во время Великой Отечественной войны в Сталинабад был эвакуирован театр Красной Армии. Режиссёры этого театра, такие как Е. Мительман, художественный руководитель Таджикского театра драмы имени А. Лахути (1936—1964)., А. Александрин, В. С. Канцель, ставили в общем для русской и таджикской трупп местного театра пьесы «Фуэнте Овехуна» Лопе де Веги, «Отелло», «Король Лир», «Ромео и Джульетта», «Два веронца» В. Шекспира, «Горе от ума» А. С. Грибоедова, «Разбойники» Ф. Шиллера, «Слуга двух господ» К. Гольдони, «Дядя Ваня» А. П. Чехова и других.
В 1957 году театр переехал в новое помещение, расположенное неподалеку от старого, в котором размещается до сих пор.
Современная труппа Таджикского Академического театра имени Абулкасима Лахути состоит из 55 человек. В неё входят известные актёры, играющие и ранее выступавшие на сцене театра
- Нурулло Абдуллаев, Народный артист Таджикистана (2005)
- Хабибулло Абдураззаков, Заслуженный артист Таджикской ССР
- Асли Бурханов, Народный артист СССР (1965)
- Махмуджон Вахидов , Народный артист Таджикской ССР (1974)
- Хашим Гадоев, Народный артист СССР (1988)
- Фатима Гулямова, Заслуженная артистка Таджикский ССР (1990)
- Захир Дустматов, Народный артист Таджикской ССР (1957)
- Мухаммеджан Касымов,  Народный артист СССР (1941)
- Мушаррафа Касымова, Заслуженная артистка Таджикской ССР (1974)
- Хайри Назарова, Народная артистка Таджикской ССР (1964)
- Ахмадшо Ульфатшоев, народный артист Таджикистана (2001)
- Дильбар Умарова, Народная артистка Таджикистана (2001)
- София Туйбаева,  Народная артистка Таджикской ССР (1941)
- Носир Хасанов, народный артист Таджикистана